# They Only Come Out at Night (album)
Pour les articles homonymes, voir They Only Come Out at Night.
Albums de Edgar Winter Group
Roadwork
(1972) Shock Treatment
(1974)
They Only Come Out at Night est le premier album studio du Edgar Winter Group sorti en 1972. Un hit commercial, l'album atteint la troisième place du Billboard 200 et comprend également deux des plus grands succès du groupe: "Frankenstein" (# 1 sur le Billboard Hot 100) et "Free Ride" (# 14 à nouveau sur le Billboard). Musicalement, outre la chanson country "Round & Round", l'album propose un mélange de rock et de blues, dans un son généralement insouciant et optimiste. Il a été produit par le guitariste et chanteur américain Rick Derringer.
En 2006, l’album a été réédité sur Super Audio CD par Mobile Fidelity Sound Lab et l’édition 2008 de Quadraphonic a été réédité par SBME Sony BMG (Bertelsmann Music Group) Music Entertainment. La même année, il a été présenté dans le jeu vidéo Prey.

## Historique
L'écrivain Stephen King a mentionné l'album (en particulier sa pochette) dans son roman de 1975 intitulé «Salem's Lot».
L'album est mentionné dans la chanson "I Love My Dad" de Sun Kil Moon sur leur album de 2014, Benji.
L'ordre des chansons sur la cassette australienne de l'album en 1973 a été légèrement modifié, puisque les pièces "Undercover Man" et "Frankenstein" ont été inversés, il a aussi une couverture complètement différente: une photo du groupe sur fond noir. La cassette américaine suit le même ordre de chansons que la version australienne, mais conserve la photo de la jaquette originale.
L'album a été certifié or le 30 avril 1973 et multi-platine le 21 novembre 1986 par la RIAA. Le single Frankenstein a été certifié or le 19 juin 1973 par la RIAA. Le deuxième single à être tiré de l'album est la chanson Free Ride de Dan Hartman.
En plus d'être un succès commercial, l'album a reçu de nombreuses critiques très positives. Écrivant pour AllMusic, le critique Michael B. Smith a fait l'éloge de l'album : "Même si cet album restera gravé dans les mémoires pour les succès  Frankenstein et Free Ride, il y a encore beaucoup à apprécier sur ce disque". Ce sera la seule collaboration de Ronnie Montrose avec Edgar Winter. Premier album avec Chuck Ruff et Dan Hartman, il a connu un grand succès aux États-Unis ; en effet, il s'est vendu à plus de deux millions d'exemplaires. 
Dan Hartman a repris sa chanson Free Ride sur son album solo de 1979 Relight my Fire.

## Les titres
| No  | Titre                             | Durée |
| --- | --------------------------------- | ----- |
| 1.  | Hangin' Around                    | 3:02  |
| 2.  | When It Comes                     | 3:16  |
| 3.  | Alta Mira                         | 3:18  |
| 4.  | Free Ride                         | 3:08  |
| 5.  | Undercover Man                    | 3:49  |
| 6.  | Round & Round                     | 4:00  |
| 7.  | Rock 'N' Roll Boogie Woogie Blues | 3:25  |
| 8.  | Autumn                            | 3:00  |
| 9.  | We All Had a Real Good Time       | 3:05  |
| 10. | Frankenstein                      | 4:44  |

## Musiciens

### The Edgar Winter Group
- Edgar Winter : piano électrique, orgue Hammond, clavinet, synthétiseur ARP 2600, marimba, saxophone, timbales, chant
- Rick Derringer : guitare slide, guitare pedal steel, basse, claves, production
- Dan Hartman : basse sauf sur "Free Ride" et "We all had a real good time", guitare rythmique sur "Free Ride", ukulele, percussions, maracas, chant sur (1, 4, 8)
- Chuck Ruff: batterie sauf sur sur "Free Ride" et "We all had a real good time", congas, chœurs

### Musiciens additionnels
- Ronnie Montrose : guitare solo, guitare 12 cordes, mandoline
- Randy Jo Hobbs : basse sur "Free Ride" et "We all had a real good time"
- Johnny Badanjek  : batterie sur "Free Ride" et "We all had a real good time"